# Maiivka (Ciumakî), Dnipro
Maiivka (în ucraineană Маївка) este un sat în comuna Ciumakî din raionul Dnipro, regiunea Dnipropetrovsk, Ucraina.

## Demografie
Componența lingvistică a localității Maiivka
     Ucraineană (91,36%)
     Rusă (8,41%)
     Alte limbi (0,23%)
Conform recensământului din 2001, majoritatea populației localității Maiivka era vorbitoare de ucraineană (91,36%), existând în minoritate și vorbitori de rusă (8,41%).